# Chambéon
Chambéon é uma comuna francesa na região administrativa de Auvérnia-Ródano-Alpes, no departamento de Loire. Estende-se por uma área de 16,85 km². Em 2010 a comuna tinha 587 habitantes (densidade: 34,8 hab./km²).